# 突岨山

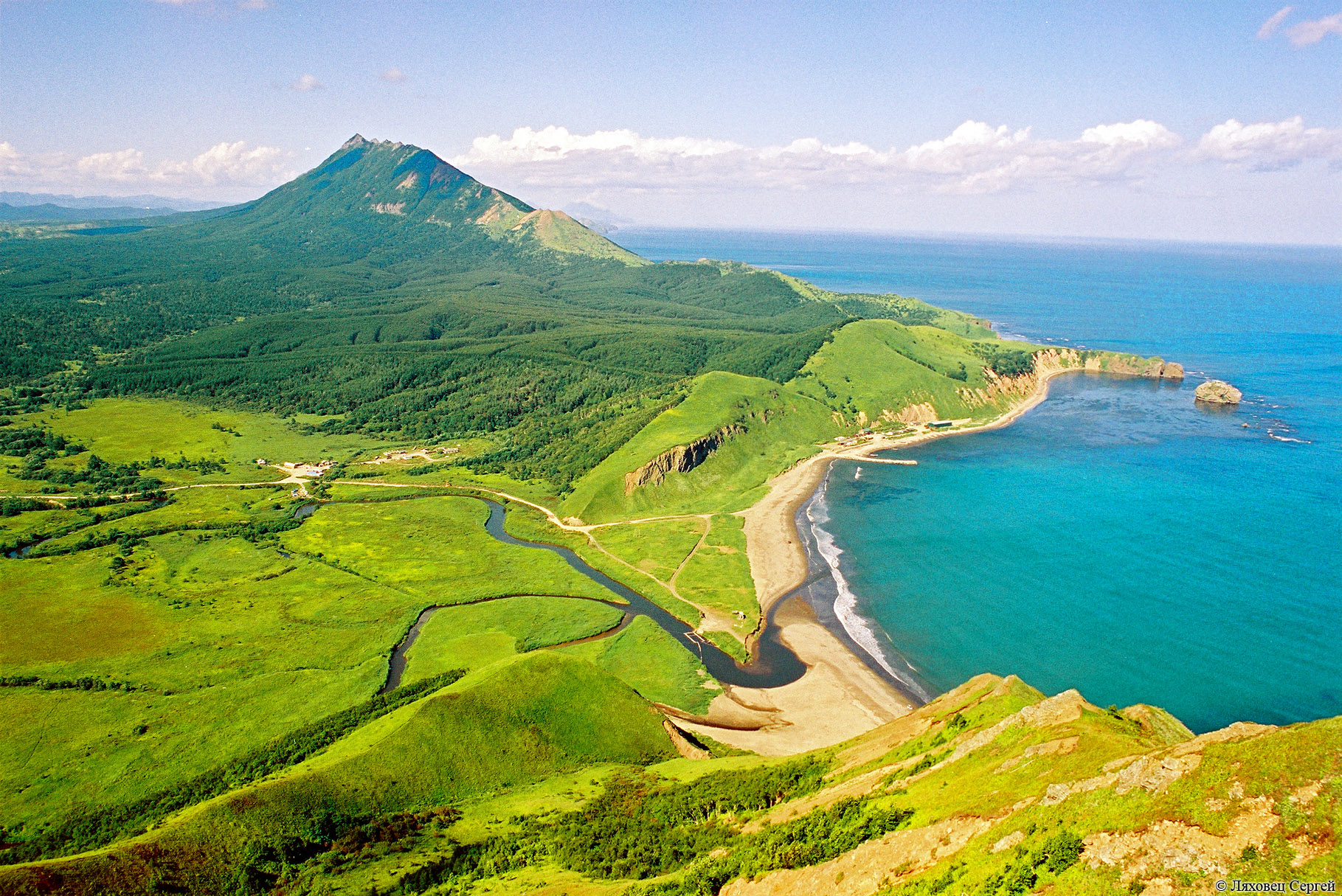
突岨山とチハヤ湾

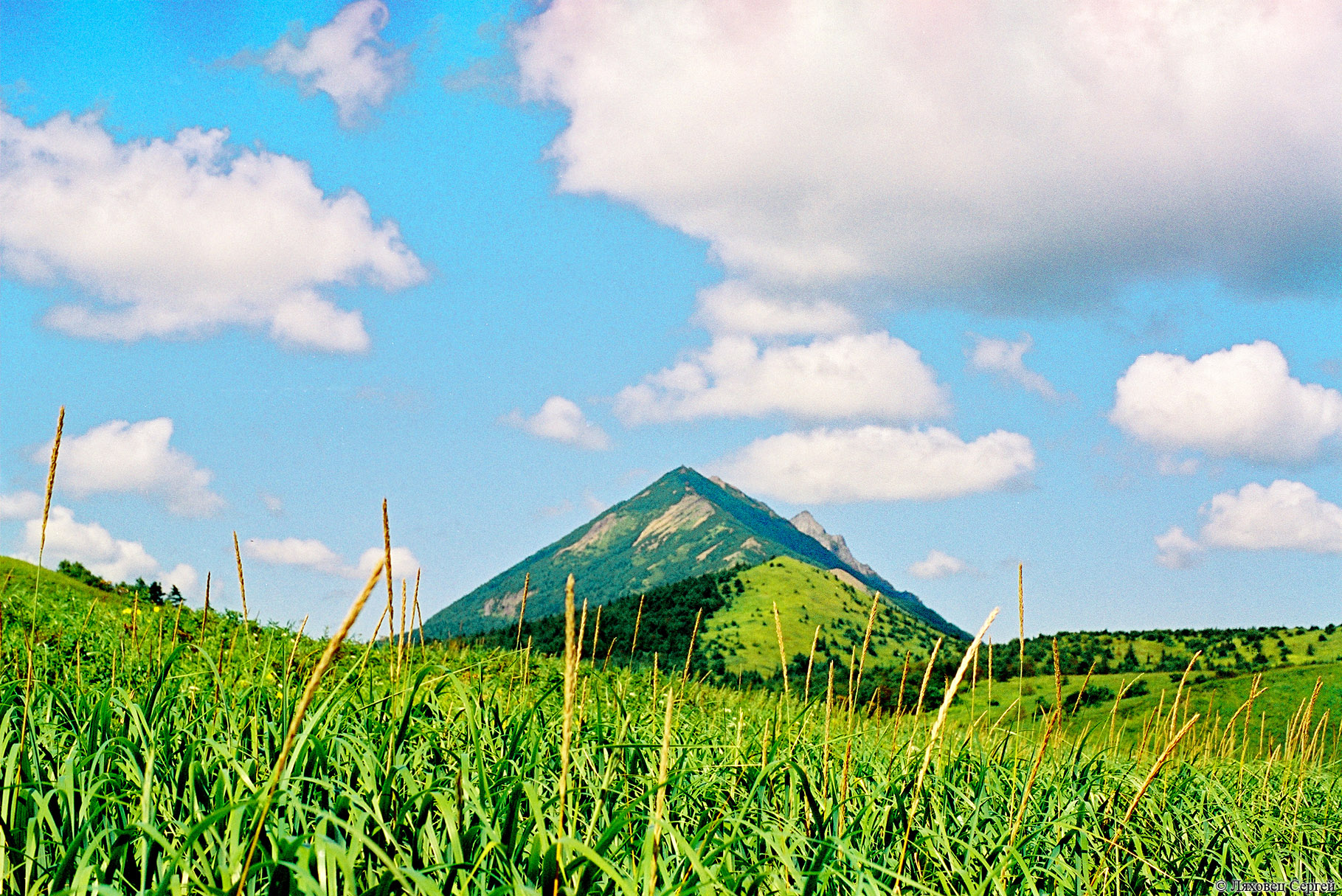
突岨山

突岨山（ロシア語: гора Жданко, とっそさん）は、樺太島の南部にある山である。

## 概要
- 元泊郡帆寄村内にあり、オホーツク海に面する形で位置していた。標高682.2メートル。最寄駅は樺太東線近幌駅（ロシア語：チハヤ駅）である。
- 日本統治時代の近幌駅の内陸側から上る登山道では、6合目までは大小の滝が奇岩を縫って落下するのが見所であったが、戦後、この登山道は廃道化した。
- 現在は、オホーツク海側の海面0メートルのところから登る。南側の近幌浜（チハヤ湾・近幌川河口）から廃村となった僧院集落跡を経て岩場の稜線沿いに南側から登るルートは、エキスパート向けコースである。北側から、やはり廃村となった登帆集落跡を経て八華峠に達し、そこから稜線沿いに上がるルートは、直前まで草付きの一般路であるが、日本統治時代に社殿があった山頂まで50メートルの区間に両側が鋭く切れ落ちた危険な岩のヤセ尾根があり、山頂まで一般登山者は到達できない。
- 突岨山高山植物帯は樺太の天然記念物であった。

当該地域の領有権に関しては樺太の項目を、現状に関してはサハリン州の項目を参照。